# Saint-Sornin-Leulac
Saint-Sornin-Leulac is een gemeente in het Franse departement Haute-Vienne (regio Nouvelle-Aquitaine) en telt 657 inwoners (2004). De plaats maakt deel uit van het arrondissement Bellac.

## Geografie
De oppervlakte van Saint-Sornin-Leulac bedraagt 31,6 km², de bevolkingsdichtheid is 20,8 inwoners per km².
De onderstaande kaart toont de ligging van Saint-Sornin-Leulac met de belangrijkste infrastructuur en aangrenzende gemeenten.

## Demografie
Onderstaande figuur toont het verloop van het inwonertal (bron: INSEE-tellingen).